# Can Comalat
Can Comalat és una casa del poble de Vilademires, al municipi de Cabanelles (Alt Empordà) inclosa en l'Inventari del Patrimoni Arquitectònic de Catalunya.

## Descripció
Situada al nord del petit nucli de Vilademires, a l'oest del municipi de Cabanelles al qual pertany.
Conjunt format per un edifici de grans dimensions format per diversos cossos adossats, distribuïts formant una planta en forma de L, i un altre volum de planta rectangular unit a l'anterior, deixant un espai de pati tancat per un mur. Les construccions presenten les cobertes de dues vessants de teula i consten de planta baixa i pis. L'habitatge de grans dimensions presenta un cos adossat a la façana principal, format per un arc rebaixat a la planta baixa i cobert per una terrassa al nivell del pis, delimitada amb una barana d'obra. Al costat d'aquesta construcció hi ha la porta d'accés al barri, d'arc rebaixat bastit en maons i teuladeta de dues vessants. A l'extrem de tramuntana de la construcció hi ha un cos de planta quadrada bastit en maons i disposat a manera de torre, format per tres nivells i amb el coronament emmerletat. Majoritàriament, les obertures són rectangulars i presenten els emmarcaments arrebossats o de fusta. Destaca el finestral de sortida a la terrassa de la façana principal, bastit amb carreus de pedra ben desbastats. Damunt seu encara es conserva un rellotge de sol.
La construcció, tot i que bastida en pedra desbastada disposada en filades, presenta els paraments arrebossats i pintats.

## Història
Segons el Pla Especial d'identificació i regulació de masies i cases rurals de l'ajuntament de Cabanelles Can Comalat és una edificació del 1700 amb reformes integrals de l'any 1924.